# Laephotis matroka
Laephotis matroka là một loài động vật có vú trong họ Dơi muỗi, bộ Dơi. Chúng thường được nhìn thấy ở Madagascar, được Thomas & Schwann mô tả năm 1905.
Loài này ban đầu được xếp vào chi Neoromicia, sau được chuyển sang chi Laephotis.